# Policía estatal albanesa
La Policía estatal albanesa (en albanés: Policia e Shtetit) es el cuerpo de seguridad del gobierno de Albania, estando encargado de aplicación de la ley dentro de su territorio, teniendo varias ramas dedicadas a tareas específicas, desde el orden público al control de fronteras entre otro. Desde el 4 de noviembre de 1991, la policía estatal albanesa forma parte de Interpol.

## Historia
La policía estatal albanesa original fue fundada el 13 de enero de 1913 por el gobierno del primer ministro de Albania, Ismail Qemali.
Tras el colapso del sistema comunista y el establecimiento del pluralismo político posterior a 1991 trajeron cambios importantes en la estructura de la policía albanesa. El Ministerio de Orden Público y la Dirección General de Policía se establecieron en abril de 1991, y la nueva ley de julio de 1991 estableció la Policía de Orden Público. Casi el 80% de los agentes que empezaron de agentes que habían formado parte del antiguo cuerpo policial bajo el comunismo fueron reemplazados por nuevos reclutas.  

### La crisis de 1997
Tras el colapso de la economía albanesa durante los meses de enero y febrero de 1997 debido a la estafa piramidal bancaria y promovida por el gobierno de entonces, empezó a generar multitud de manifestaciones y violencia callejera llevando a la Rebelión en Albania de 1997, con la policía y la Guardia Republicana desertando en masa por estar en el punto de mira de los protestantes por proteger las sedes bancarias y edificios gubernamentales y, a pesar de arriesgar su físico, no tenían claro si podrían cobrar. Además de las deserciones, tras abandonar las comisarías, las armerías policiales quedaron abandonadas, siendo saqueadas rápidamente por desconocidos, siendo vendidas en el mercado negro tanto a nivel nacional como internacional, llegando a ser usadas en la Guerra de Kosovo.
La anarquía resultante llevó a varias naciones a utilizar las fuerzas militares para evacuar a los ciudadanos mediante la Operación Silver Wake y la Operación Libelle, culminando con la autorización de la ONU a autorizar la Operación Alba que consistió en una fuerza de estabilización militar a corto plazo dirigida por el ejército italiano, encargada de facilitar la repatriación de extranjeros y sentando las bases para que otra Organización Internacional emprendiera la restauración de las instituciones y poderes legislativos a largo plazo. El debate político finalmente se estableció en Europa dentro del organismo responsable de la coordinación diplomática de defensa del Continente, el Consejo de la Unión Europea Occidental. En una reunión de 2 horas que se convocó el 2 de mayo de 1997 el Consejo de la Unión Europea Occidental decidió el establecimiento inmediato del Elemento de la Policía Consultiva Multinacional, enviando a un coronel de la Policía de Noruega. La fuerza italiana en la Operación Alba fue encabezada por el general Pietro Pistolese, que anteriormente comandaba la región de Génova, trayendo a su equipo con él. La misión tenía cuatro grandes fases: evaluación, reconstrucción, apoyo al control de la policía albanesa y, finalmente, reducción y devolución de competencias a principios de 2001, que se aceleró un poco antes de la transferencia de las responsabilidades operativas de la Consejo de la Unión Europea Occidental. La reconstrucción involucró principalmente el sistema judicial y volver a capacitar su policía, pero la sección de finanzas también contó con especialistas económicos que actuaron para salir del agujero económico fruto de la estafa piramidal bancaria.   

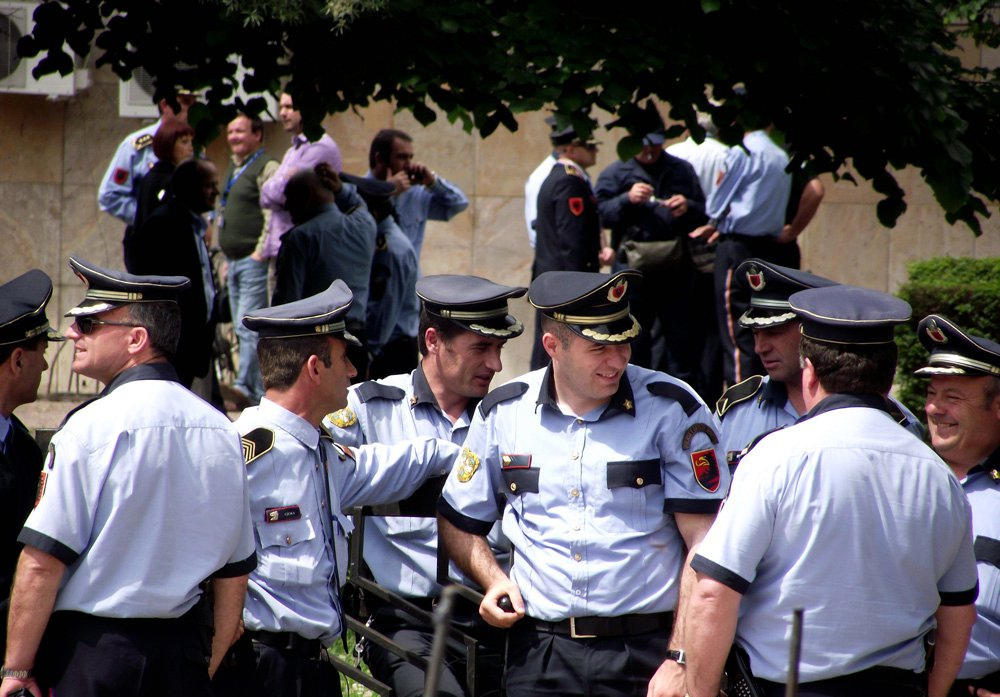
Miembros uniformados de la policía, delante de la Comisión Central Electoral.

## Rangos
En 2015, la policía estatal albanesa llevó a cabo reformas de reorganización previstas para durar varios años, implementando una nueva estructura jerárquica compuesta por nueve rangos:

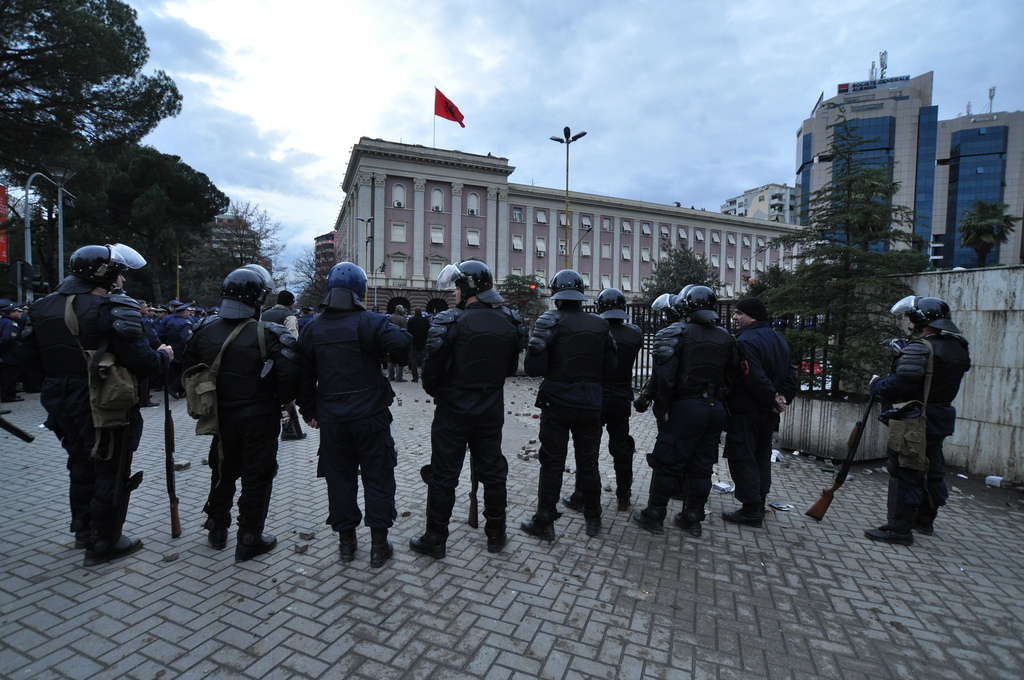
Rama de antidisturbios de la policía estatal albanesa.

| Rango                                  | Uniforme de servicio | Uniforme de gala |
| -------------------------------------- | -------------------- | ---------------- |
| Director ejecutivo (Drejtues Madhor)   |                      |                  |
| Director superior ( Drejtues i Lartë ) |                      |                  |
| Director primero (Drejtues i Parë)     |                      |                  |
| Director (Drejtues )                   |                      |                  |

|                      | Insignias de rango de la policía estatal albanesa | Insignias de rango de la policía estatal albanesa | Insignias de rango de la policía estatal albanesa | Insignias de rango de la policía estatal albanesa | Insignias de rango de la policía estatal albanesa | Insignias de rango de la policía estatal albanesa | Insignias de rango de la policía estatal albanesa | Insignias de rango de la policía estatal albanesa | Insignias de rango de la policía estatal albanesa |
| -------------------- | ------------------------------------------------- | ------------------------------------------------- | ------------------------------------------------- | ------------------------------------------------- | ------------------------------------------------- | ------------------------------------------------- | ------------------------------------------------- | ------------------------------------------------- | ------------------------------------------------- |
| Uniforme de servicio |                                                   |                                                   |                                                   |                                                   |                                                   |                                                   |                                                   |                                                   |                                                   |
| Uniforme ceremonial  |                                                   |                                                   |                                                   |                                                   |                                                   |                                                   |                                                   |                                                   |                                                   |
| Rango                | Director ejecutivo (Drejtues Madhor)              | Director superior (Drejtues i Lartë)              | Director primero (Drejtues i Parë)                | Director (Drejtues)                               | Comisario jefe (Kryekomisar)                      | Comisario (Komisar)                               | Subcomisario (Nënkomisar)                         | Inspector (Inspector)                             | Cadete (Kursantë)                                 |

## Ramas
| Insignia | Nombre                                                                           |
| -------- | -------------------------------------------------------------------------------- |
|          | Policia e Rendit. Cuerpo de orden público.                                       |
|          | Policia Kufitare dhe Migracionit. Cuerpo de control de fronteras.                |
|          | Policia Rrugore. Cuerpo de seguridad vial.                                       |
|          | Shqiponjat. Cuerpo de intervención rápida contra el crimen organizado doméstico. |
|          | FNSH. Cuerpo de élite de operaciones especiales y antidisturbios.                |
|          | RENEA. Cuerpo de élite antiterrorista.                                           |

Vehículos usados por la policía estatal albanesa
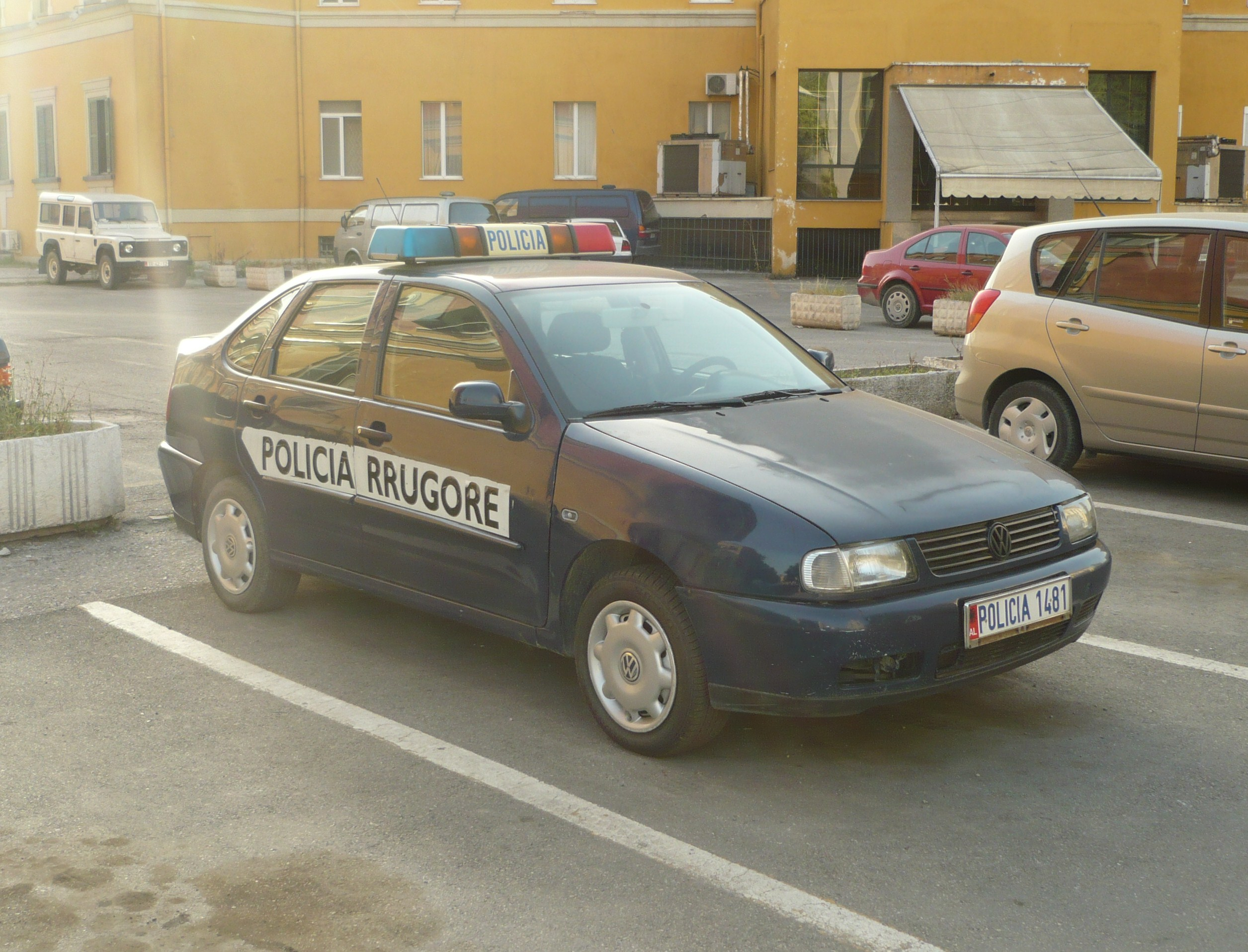
Policia Rrugore. Antiguo vehículo de seguridad vial.
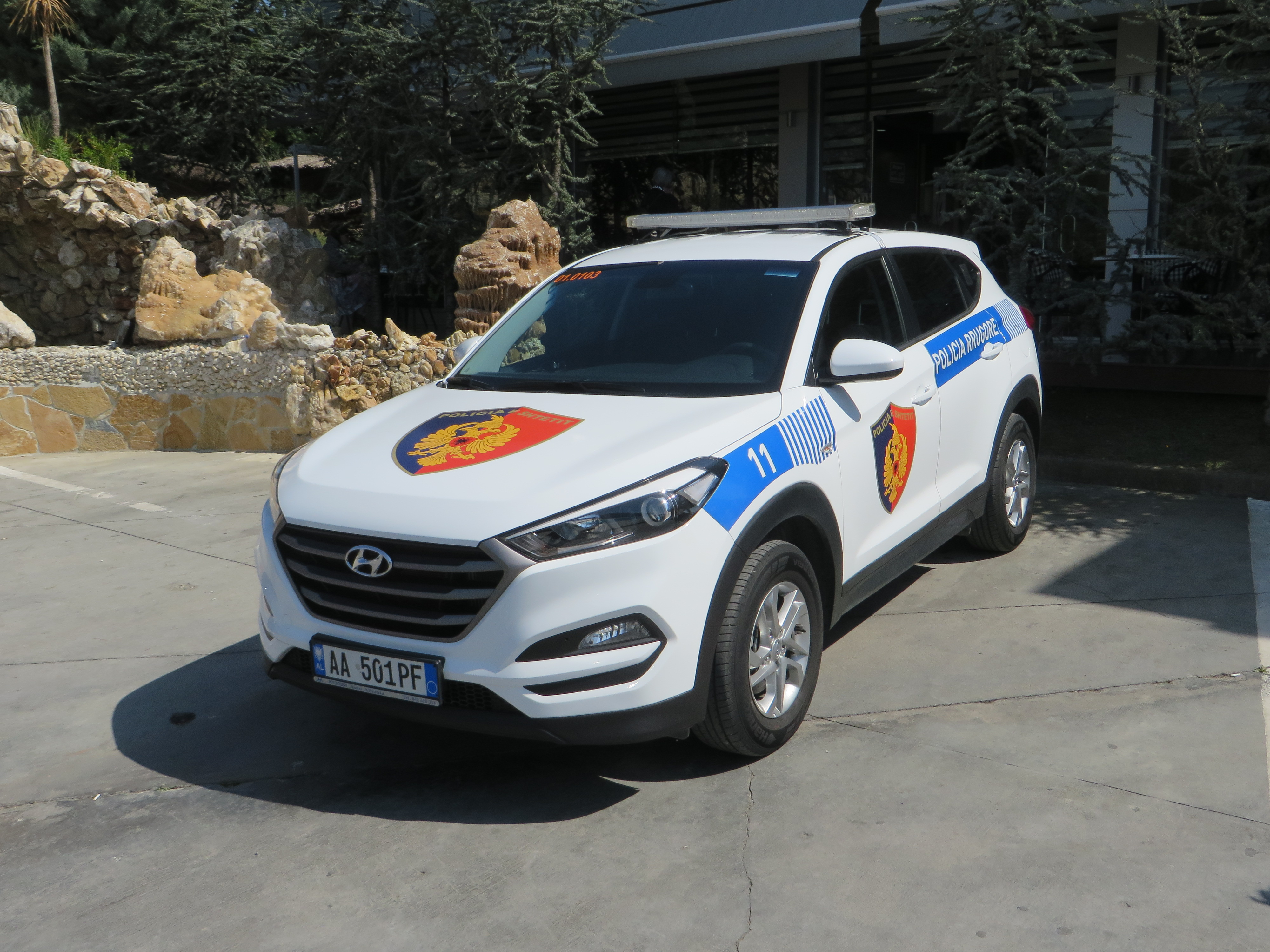
Policia Rrugore. Vehículo actual de seguridad vial.
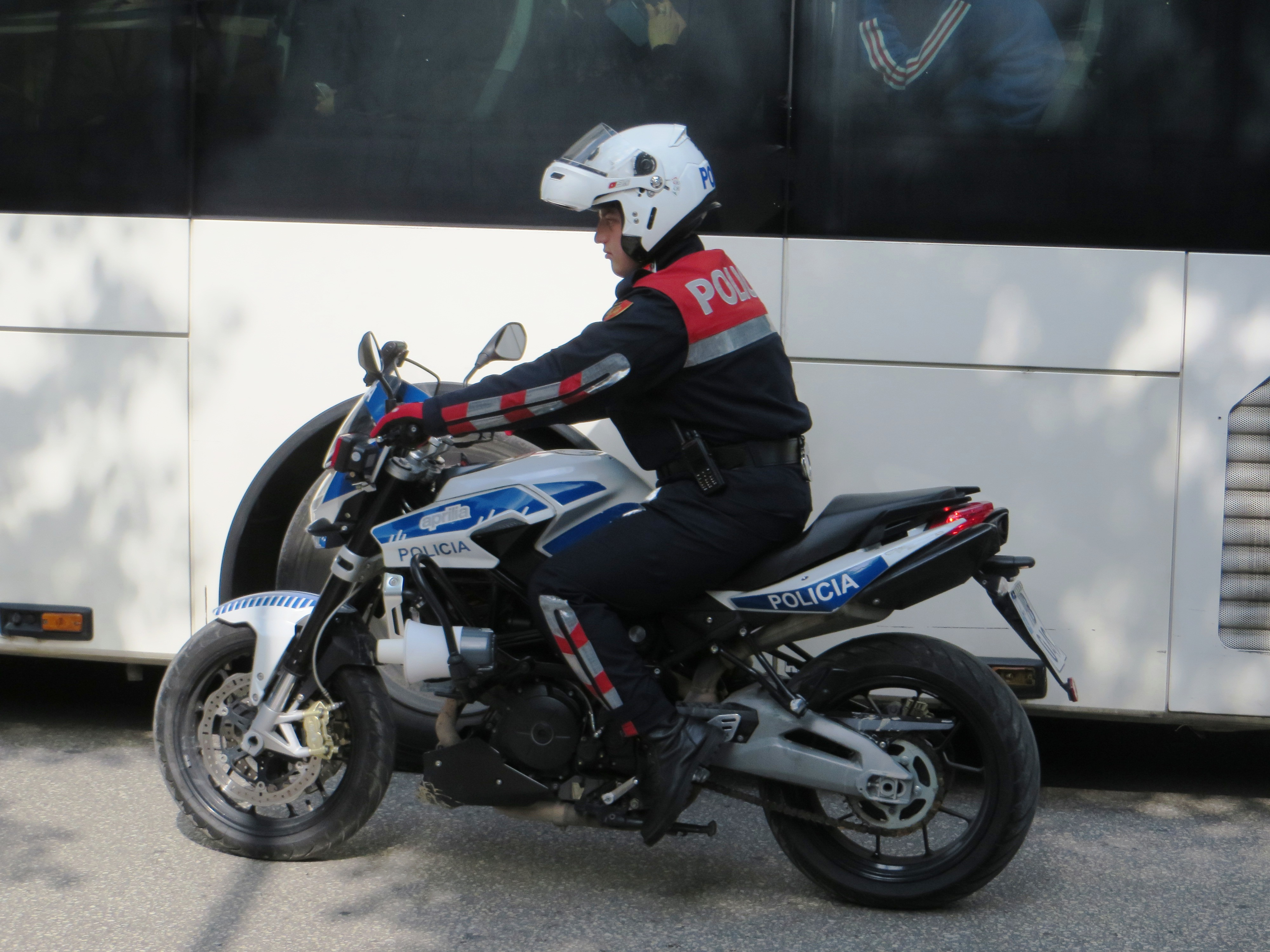
Policia Rrugore. Motocicleta actual de seguridad vial.
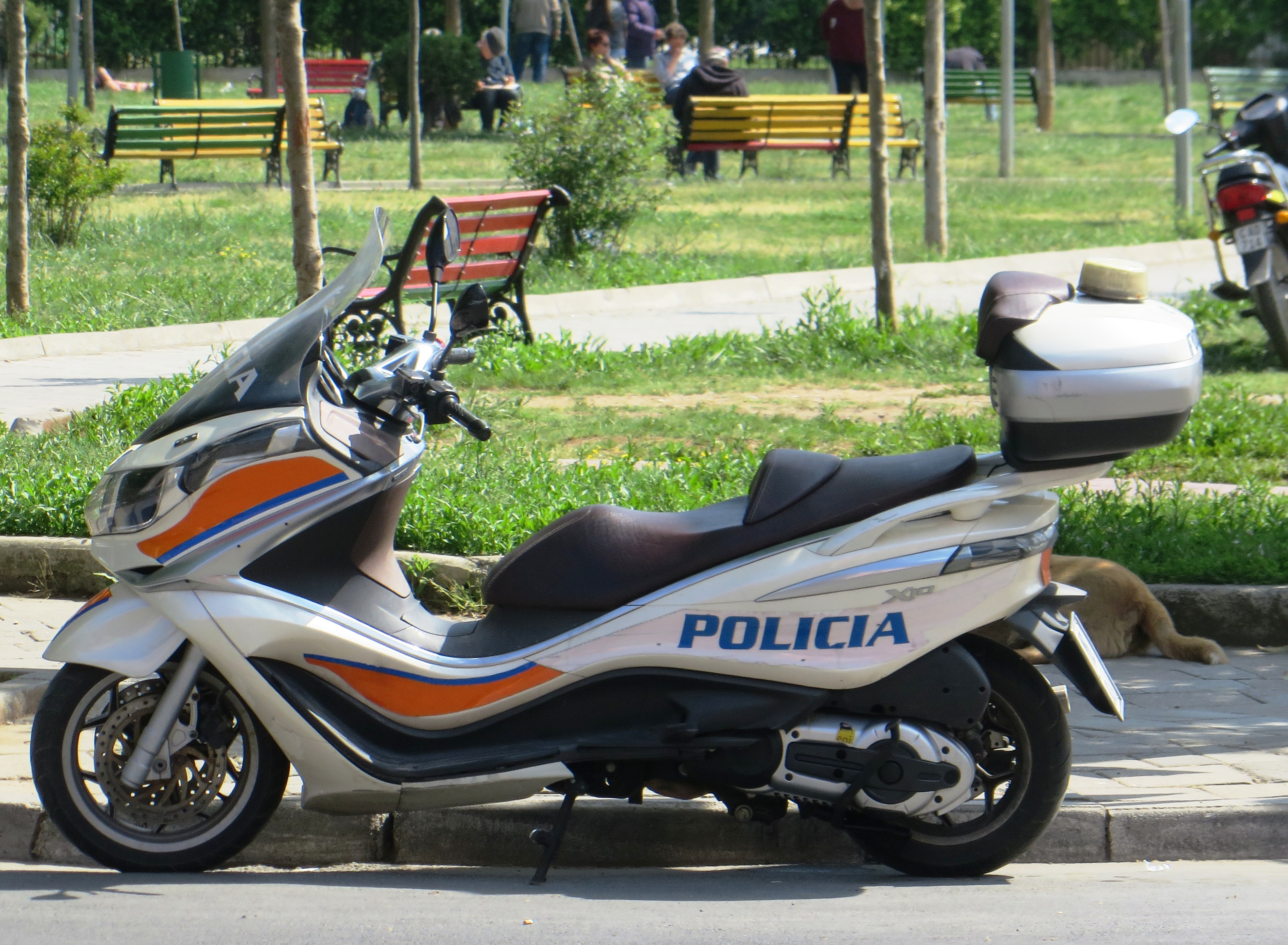
Policia e Rendit. Vehículo actual de patrulla urbana.